# Mudry CAP 20
Die Mudry CAP 20 war ein einsitziges Kunstflugzeug des Herstellers Apex Group.

## Geschichte
Der Prototyp erhob sich im Juli 1969 zum ersten Mal in die Lüfte. Die nächsten 8 Maschinen hatten ein AVCO-LYcoming-AIO-360-B1B-Motor mit einer Leistung von 149 kW (202 PS). Das Nachfolgemodell die Mudry CAP 20 L  wurde modifiziert und hatte eine leichtere Karosserie. Im Januar 1976 wurde das Modell Mudry CAP 20 L-180 mit einem 134 kW (182 PS) leistenden AEIO-360-Triebwerk ausgestattet. Das Modell mit der Bezeichnung Mudry CAP 20 LS-200 mit einem 149 kW (202 PS) leistenden AIO-360-B1B-Motor hatte eine Verstellluftschraube mit einer konstanten Drehzahl sowie ein besseres Verhältnis von Motorleistung zum Gesamtgewicht, welches die Kunstflugeigenschaften erheblich verbesserte. Die Rollgeschwindigkeit betrug 130°/s.

## Technische Daten
| Kenngröße             | Daten                                                                 |
| --------------------- | --------------------------------------------------------------------- |
| Besatzung             | 1                                                                     |
| Länge                 | 6,46 m                                                                |
| Spannweite            | 7,57 m                                                                |
| max. Startmasse       | 650 kg                                                                |
| Antrieb               | ein Avco Lycoming AEIO-360-B1B mit einer Leistung von 202 PS (149 kW) |
| Höchstgeschwindigkeit | 265 km/h auf Meereshöhe                                               |
| max. Flugdauer        | 2 h                                                                   |

## Zwischenfälle
In der Nutzungszeit dieses Flugzeugtyps gab es einen Unfall ohne Toten bei einer Flugshow in  Oua Tom/La Foa Airfield in   Neukaledonien.